# Ergolabus ronasus
Ergolabus ronasus är en tvåvingeart som beskrevs av Henry J. Reinhard 1964. Ergolabus ronasus ingår i släktet Ergolabus och familjen parasitflugor. Inga underarter finns listade i Catalogue of Life.